# Horná Strehová
Horná Strehová – wieś (obec) na Słowacji położona w kraju bańskobystrzyckim, w powiecie Veľký Krtíš. Pierwsze wzmianki o miejscowości pochodzą z 1493 roku.
Według danych z dnia 31 grudnia 2012 roku, wieś zamieszkiwało 179 osób, w tym 91 kobiet i 88 mężczyzn.
W 2001 roku rozkład populacji względem narodowości i przynależności etnicznej wyglądał następująco:
- Słowacy – 87,56%
- Czesi – 0,5%
- Romowie – 11,94%

Ze względu na wyznawaną religię struktura mieszkańców kształtowała się w 2001 roku następująco:
- Katolicy rzymscy – 39,8%
- Grekokatolicy – 0,5%
- Ewangelicy – 54,23%
- Ateiści – 3,48%
- Nie podano – 1,99%